# Etta Jones

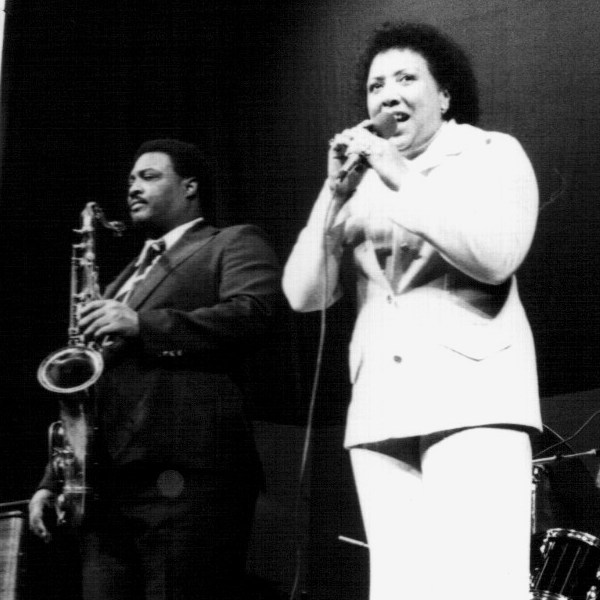
Etta Jones mit Houston Person (1980)

Etta Jones (* 25. November 1928 in Aiken, South Carolina; † 16. Oktober 2001 in Mount Vernon, New York) war eine US-amerikanische Jazzsängerin.

## Leben und Wirken
Jones, die in New Yorker Stadtteil Harlem aufwuchs, kommt eigentlich vom Rhythm & Blues. Mit 16 Jahren begann sie als Bandsängerin bei Buddy Johnson, spielte dann ihre ersten Titel Salty Papa Blues, Evil Gal Blues, Blow Top Blues und Long, Long Journey ein. Sie wurden 1944 von Leonard Feather produziert; begleitet wurde Jones u. a von dem Klarinettisten Barney Bigard und dem Tenorsaxophonisten Georgie Auld. Weitere Aufnahmen spielte sie mit Pete Johnson (1946) und J. C. Heard (1948) ein.
Anfang der 1950er ging sie mit Earl Hines auf Tournee. Einen kommerziellen Erfolg hatte nur ihr Debütalbum für Prestige Records (Don’t Go to Strangers, 1960), für das sie eine Goldene Schallplatte erhielt. Sie nahm mit Oliver Nelson, Kenny Burrell und Cedar Walton, aber auch mit Gene Ammons auf. 1970 gastierte sie in der New Yorker Town Hall (mit Billy Taylor) und mit Art Blakey in Japan. Später arbeitete sie mit Houston Person als männlichem Partner, mit den Harper Brothers und mit dem Trio von Benny Green zusammen. Sie wurde 1981 für Save Your Love For Me und 1999 für My Buddy für den Grammy Award nominiert. Am Tage ihres Todes wurde ihre Platte zur Erinnerung an Billie Holiday veröffentlicht.
Etta Jones erinnert mit ihren Interpretationen von Standards, Balladen und Bluesnummern an Billie Holiday und Dinah Washington.

## Diskographische Hinweise
- Etta Jones 1944–1947 (Classics) mit Hot Lips Page, Barney Bigard, Georgie Auld, Big Nick Nicholas, Leonard Feather, Duke Jordan, Billy Taylor, Trigger Alpert, J. C. Heard, Stan Levey
- Don’t Go to Strangers (Prestige/OJC, 1960) mit Frank Wess, Richard Wyands, Skeeter Best, George Duvivier, Roy Haynes
- Lonely and Blue (Prestige/OJC, 1962) mit Gene Ammons, Budd Johnson, George Duvivier, Ed Shaughnessy
- The Best of Etta Jones – The Prestige Singles (Prestige/OJC, 1960–62)
- Reverse the Charges (Muse, 1992) mit Houston Person, Benny Green, Christian McBride, Winard Harper
- Easy Living (High Note, 2000) mit Houston Person, Richard Wyands, Ray Drummond
- Sings Lady Day (High Note, 2001)
- A Soulful Sunday: Live at the Left Bank Featuring the Cedar Walton Trio (Resonance Records, 1972, ed. 2018)